# Tituly a vyznamenání Kinmoči Saiondžiho

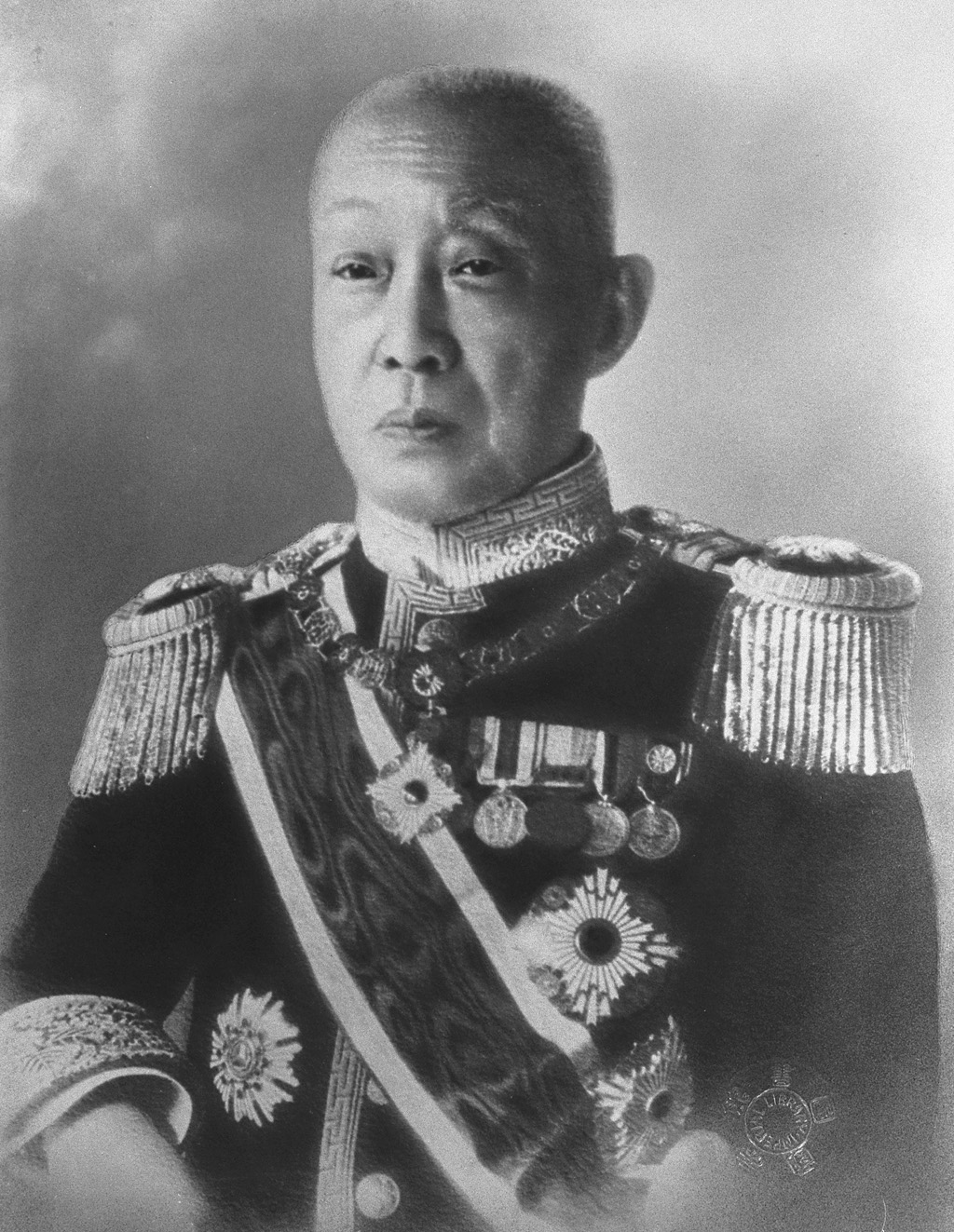
Kinmoči Saiondži v uniformě s řetězem Řádu chryzantémy kolem krku a řadou dalších řádů a vyznamenání

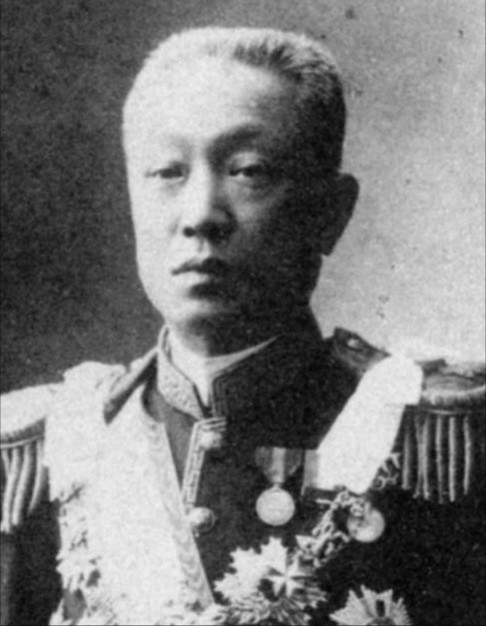
Kinmoči Saiondži v uniformě zdobené řadou řádů a medailí

Princ Kinmoči Saiondži, japonský politik a státník, obdržel během svého života řadu japonských i zahraničních vyznamenání a titulů.

## Tituly
- 7. července 1884: markýz
- 7. září 1920: princ (tento titul neznačí, že by se jednalo o syna císaře, ale jedná se o nejvyšší titul japonské dědičné šlechty)

## Vyznamenání

### Japonská vyznamenání

#### Řády
- Řád vycházejícího slunce III. třídy – 11. března 1882
- Řád vycházejícího slunce II. třídy – 29. května 1888
- Řád posvátného poklad I. třídy – 21. června 1895
- velkostuha Řádu vycházejícího slunce – 5. června 1896
- velkostuha s květy paulovnie Řádu vycházejícího slunce – 14. září 1907
- velkostuha Řádu chryzantémy – 21. prosince 1918
- řetěz Řádu chryzantémy – 10. listopadu 1928

#### Medaile
- Medaile za první čínsko-japonskou válku 1894–1895
- Pamětní medaile nástupu na trůn císaře Taišó
- Pamětní medaile nástupu na trůn císaře Hirohita

### Zahraniční vyznamenání

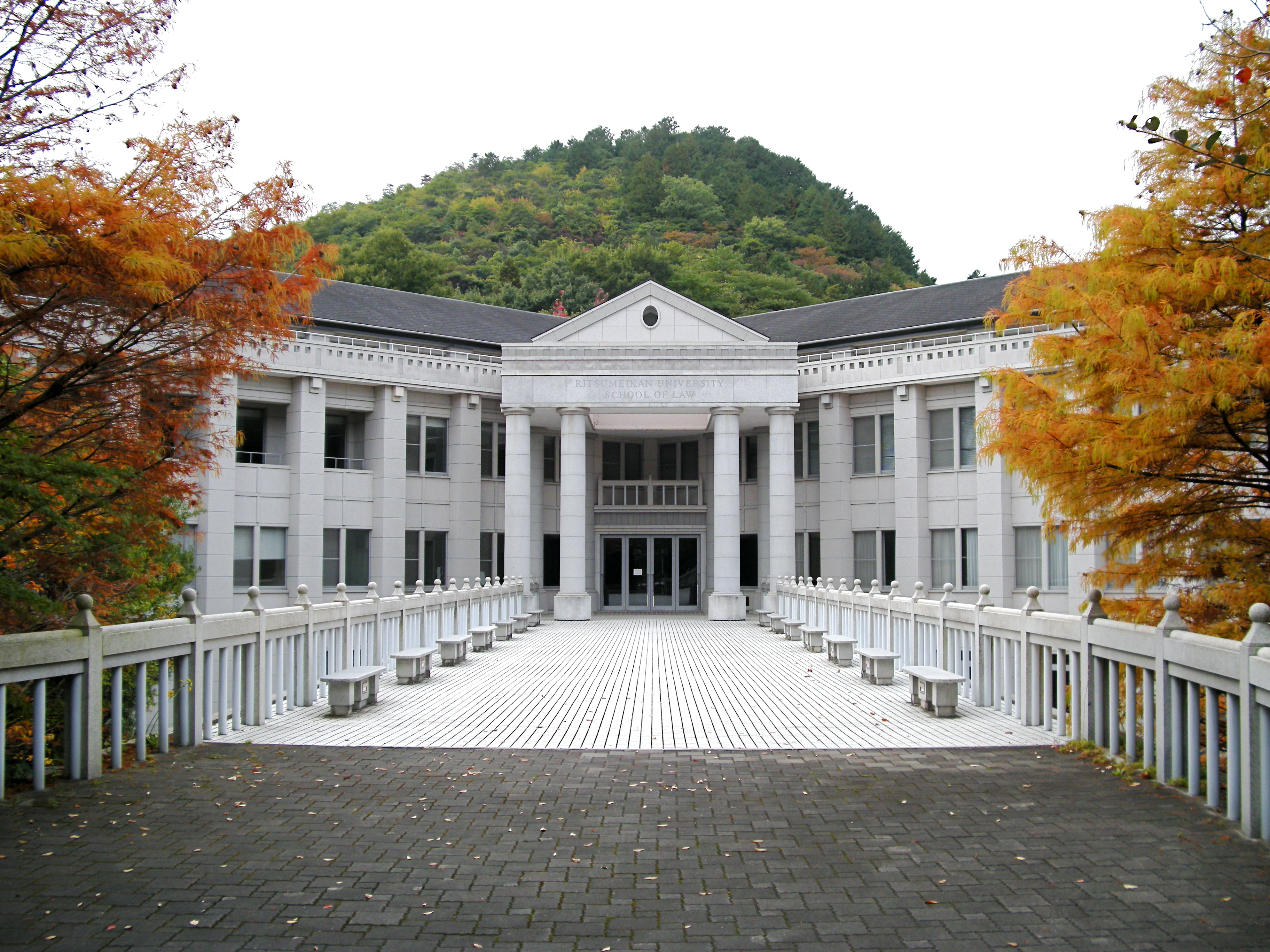
Pamětní síň Saiondžiho v kampusu Kinugasa

- Dánsko
  -  velkokříž Řádu Dannebrog
- Francie
  -  velkokříž Řádu čestné legie – 23. října 1907
- Italské království
  -  rytíř velkokříže Řádu svatého Mauricia a svatého Lazara
- Německá říše
  -  rytíř I. třídy Řádu červené orlice – 15. října 1891
- Nizozemsko
  -  velkokříž Řádu nizozemského lva – 16. března 1891
- Osmanská říše
  -  Řád Medžidie I. třídy – 8. března 1894
- Rakousko-Uhersko
  -  rytíř I. třídy Řádu železné koruny – 9. května 18881
- Ruské impérium
  -  rytíř Řádu bílého orla – 17. března 1896
  -  rytíř Řádu svatého Alexandra Něvského – 30. října 1907
- Spojené království
  -  čestný rytíř velkokříže Řádu svatého Michala a svatého Jiří – 20. února 1906[1]
- Španělsko
  -  velkokříž Řádu Karla III. – 10. listopadu 1896
- Vatikán
  -  rytíř velkokříže Řádu Pia IX. – 25. února 1888